# Suzu
Suzu (Platanista) – rodzaj ssaków morskich z rodziny suzowatych (Platanistidae). Wyróżnia się dwa gatunki (suzu gangesowy i suzu indusowy), niekiedy uznawane za podgatunki. Zamieszkuje duże rzeki południowej Azji, żywi się rybami i krewetkami, które wyszukuje za pomocą echolokacji, wzrok ma bardzo słaby. Matka rodzi pojedyncze młode, którym zajmuje się przez rok. Zagrożeniem dla niego jest stawianie tam i zapór dzielących rzeki, zanieczyszczenie środowiska i konkurencja z rybakami.

## Budowa

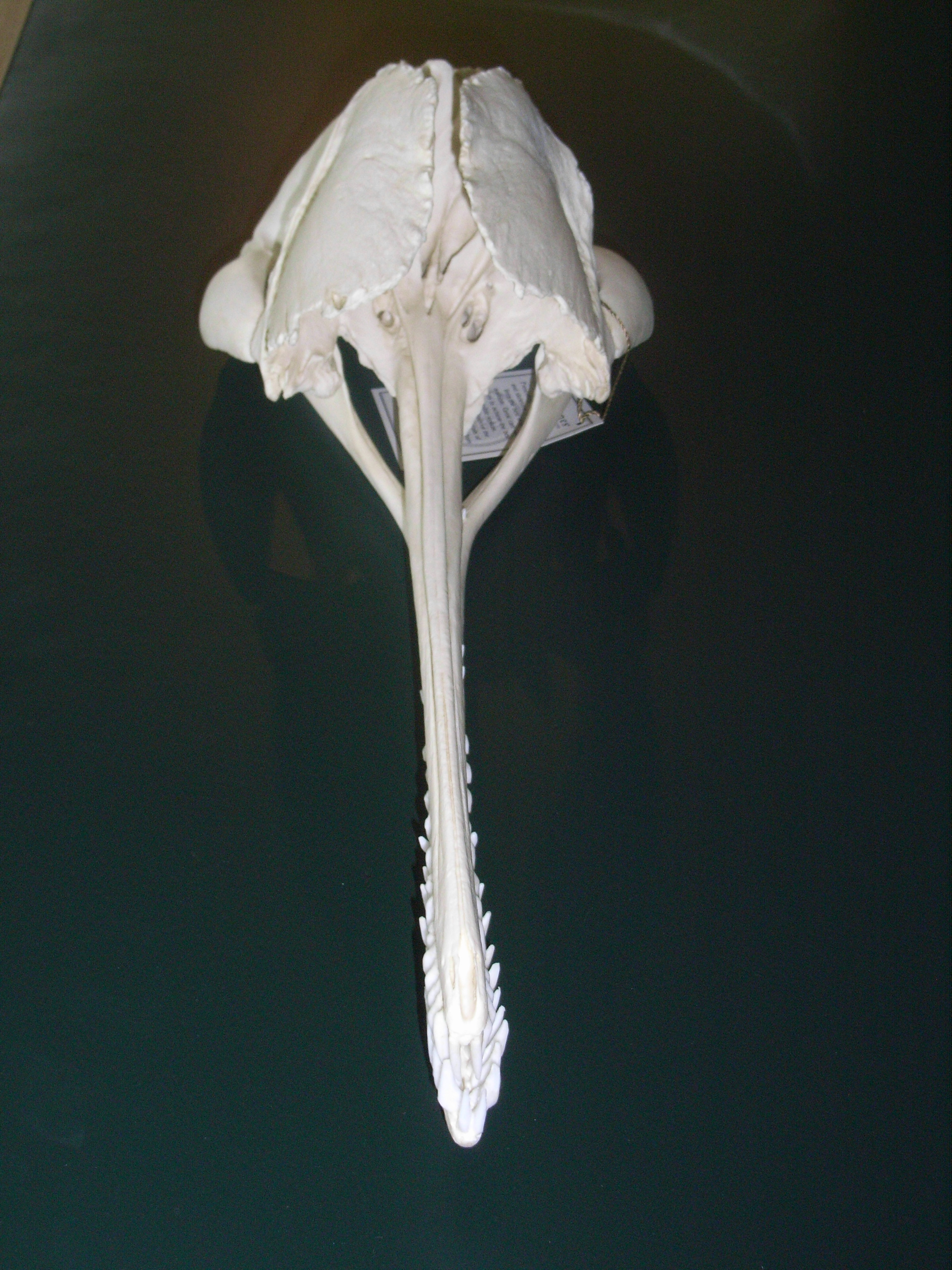
Czaszka suzu gangesowego

Długość ciała około 170–260 cm; masa ciała około 110 kg. Przedstawiciele suzu gangesowego są nieco więksi niż suzu indusowego.
Zwierzę cechuje się opływowym kształtem ciała. Głowę wieńczy długi dziób, u samic nawet 20 cm dłuższy niż u samców w podobnym wieku. Przekłada się to na różnicę masy zwierząt tej samej długości – z powodu krótszych dziobów samce są cięższe. Często zakrzywia się on nieco ku górze bądź ku bokowi. W środku znajdują się liczne zęby, długie i cienkie, wystające. Szczęka mieści 26–39 zębów, połówka żuchwy zaś 26–35. Pojedynczy ząb mierzy 2,5 cm wysokości, na grubość zaś 0,5 cm w młodości, z biegiem życia zwierzęcia ścierając się coraz bardziej, by przybrać kształt płaskiego dysku powierzchni 1–1,5 cm. Powierzchnię ma pofałdowaną z uwagi na odłożone grube warstwy cementu.
Za dziobem czoło odchodzi ostro do góry. Mieści ono melon. Tworzące tę część czaszki kości szczękowe mają charakterystyczne grzebienie. Zewnętrzną powierzchnię mają one gładką, wewnętrzną zaś autorzy porównują do pajęczyny. Niedaleko od końca otworu gębowego znajduje się parzyste oko zwierzęcia. W zasadzie nie widać ich z zewnątrz, dostrzec można jedynie niewielką, długości poniżej 1 cm szczelinę w skórze, i ciemniejszą plamkę na skórze. Soczewka nie występuje, rogówka jest płaska i gruba. Występuje jednak siatkówka o gęsto upakowanych komórkach światłoczułych. Wychwytuje tę niewielką ilość światła docierającą przez szczelinę w skórze, którą przepuszcza mętna woda, w której żyje suzu. Pozwala mu to prawdopodobnie na rozróżnienie jedynie światła i ciemności. Posługuje się raczej echolokacją, w czym może mu pomagać ruchliwa głowa, którą wyróżnia się wśród waleni.
Przednie kończyny suzu przekształcone są w płetwy, szerokie, trójkątnego kształtu, o tępym tylnym brzegu. W środku znajduje się szkielet kończyny, kości ręki nawet niekiedy widać z zewnątrz. Większość delfinów podczas płynięcia trzyma swoje przednie płetwy płasko, podczas gdy suzu utrzymuje je prostopadle do ciała. Może to stanowić adaptację do szybko płynącego nurtu rzek stanowiących siedlisko zwierzęcia. Tylna płetwa wieńczy ogon zwierzęcia. Szeroka, ma wklęsły brzeg z wydatnym karbem. Pozostaje jeszcze niewielka płetwa grzbietowa, trójkątnego kształtu o szerokiej podstawie, umiejscowiona od dwóch trzecich do trzech czwartych odległości między czubkiem pyska a końcem ciała.

## Systematyka

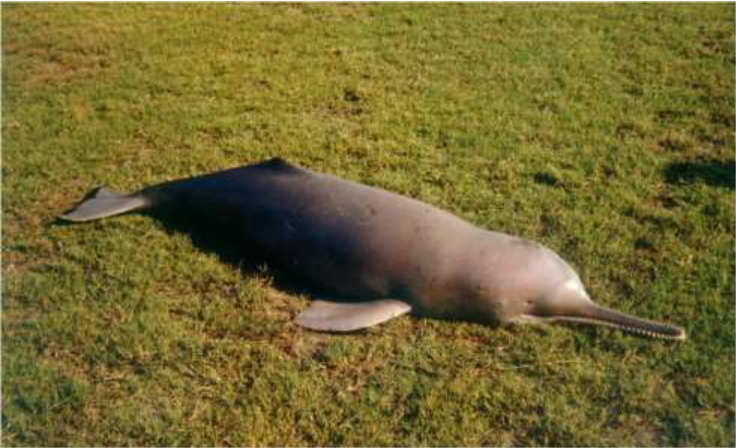
Suzu indusowy

Rodzaj zdefiniował w 1830 roku niemiecki przyrodnik Johann Georg Wagler w publikacji swojego autorstwa dotyczącej systematyki płazów, z wstępem opisującym ptaki i ssaki. Gatunkiem typowym jest (oznaczenie monotypowe) suzu gangesowy (P. gangetica). Wcześniejsza nazwa – Susu – którą opublikował w 1828 roku francuski zoolog René Lesson, nie była używana przez społeczność zoologiczną przez ponad sto lat (nomen oblitum) i została w 1989 roku uznana za nieważną do celów zasady pierwszeństwa na mocy uprawnień Międzynarodowej Komisji Nomenklatury Zoologicznej.

### Etymologia
- Susu (Susa, Sousou, Soosoo): hindi sousou lub susu ‘suzu gangesowy’, od beng. súsúk lub sishúk ‘suzu gangesowy’[10]. Gatunek typowy (oznaczenie monotypowe): Susu Platanista Lesson, 1828 (= Delphinus gangetica Lebeck, 1801).
- Platanista (Platanistina): gr. πλατανιστης platanistēs ‘gatunek ryby żyjącej w Gangesie’ wspomniany przez Pliniusza[11].

### Podział systematyczny
Do rodzaju należą następujące gatunki:
- Platanista gangetica (Lebeck, 1801) – suzu gangesowy
- Platanista minor R. Owen, 1853 – suzu indusowy

Niegdyś wyróżniano pojedynczy gatunek Platanista gangetica z dwoma podgatunkami i cały czas część autorów optuje za takim rozwiązaniem.

## Tryb życia

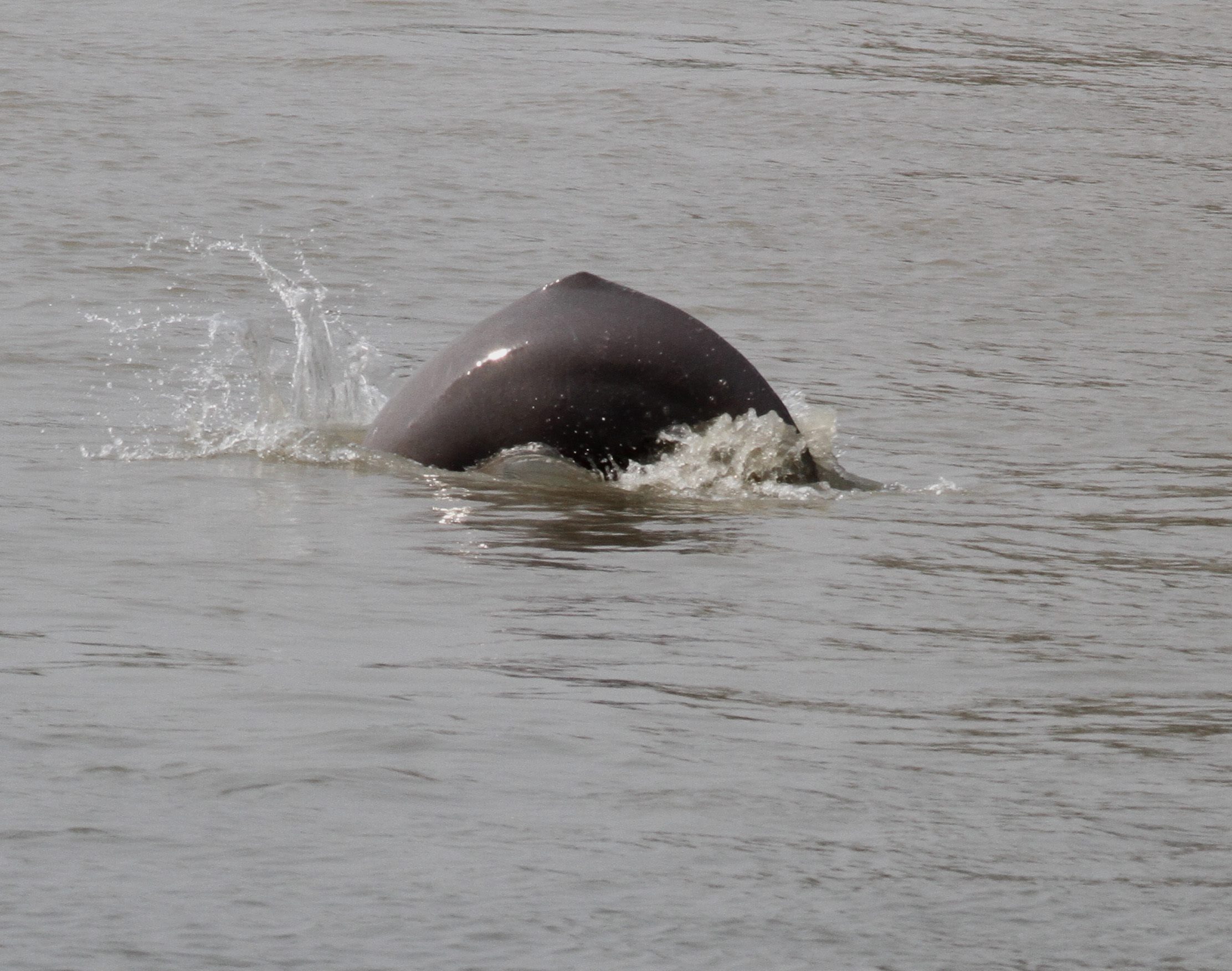
Suzu gangesowy rzadko wyskakuje z wody

Jak inne walenie, suzu wiedzie wodny tryb życia. Pływa w rzekach, z rzadka wynurzając się z wody. Niekiedy wystawia tylko część głowy z melonem. Kiedy indziej wynurza dużą część głowy z częścią dzioba i grzbietu. Zdarza się również, że wyskakuje z wody prawie cały, począwszy od dzioba wynurzającego się pod kątem równym połowie kąta prostego, rzadko jednak pokazuje płetwę ogonową. Większość czasu spędza jednak pod wodą. Wiedzie skryty tryb życia, tak więc o jego zwyczajach niewiele wiadomo. Zaobserwowano, że osobniki trzymane w niewoli pływały w charakterystyczny sposób, z jedną z płetw piersiowych dotykającą dna, być może celem badania jego powierzchni. Również na wolności jego zachowania badacze określają jako dziwaczne. Ponownie pływa bowiem z jedną płetwą ciągniętą po dnie, pływa po okręgu, a zdobycz zasysa. Tył ssaka leżał nieco wyżej od przodu jego ciała, tak że linia pośrodkowa tworzyła z dnem kąt jakichś 10°. Czas nurkowania wynosi przeciętnie półtorej minuty. Największa aktywność przypadała w niewoli na czas między 8 a 10 i potem między 17 a 24. Podczas aktywności suzu nieprzerwanie posługuje się echolokacją, oceniając obszar w obrębie dwóch wąskich stożków grzbietowo i brzusznie wokół pyska. Być może pomaga sobie, skręcając głową. Długość kliku zawiera się w przedziale 40–70 μs, pomiędzy którymi przerwa trwa 20–60 ms, częstotliwość zaś w 50–80 kHz, występować może drugi pik od 160 do 200 kHz. Głośność wynosi od 15 do 18 B.
Najczęściej napotyka się pojedynczego suzu. Zdarzało się jednak spotkać ich więcej, aż do 20 osobników, wydaje się jednak, że jeśli zwierzę to już przebywa w grupach, to raczej niewielkich. Nie zagrażają mu istotne drapieżniki.

### Cykl życiowy
Informacje o rozrodzie suzu są nieliczne, bazują na obserwacjach niewielkich grup tych zwierząt. Różne dane wskazują na różny czas, kiedy następuje szczyt porodów. Mówią o wczesnej zimie, wiośnie i wczesnym lecie. W Indusie prawdopodobnie ma on miejsce w kwietniu, przed monsunem. W każdym razie samica prawdopodobnie raz na dwa lata rodzi pojedyncze cielę mierzące około 70 cm i ważące od 4 do 6 kg. Początkowo ssąc mleko matki, miesiąc bądź dwa po porodzie cielę zaczyna żywić się rybami. Matka odstawia je po roku. Wcześnie zaczyna ono żyć samodzielnie, jako że w zamieszkiwanych przez suzu rzekach nie ma istotnych grożących im drapieżników. Młodsze niż roczne młode mierzy poniżej 113 cm długości, a w drugim roku życia między 113 a 126 cm. Mija 10 lat od porodu, nim samiec osiągnie dojrzałość płciową, mierząc wtedy około 170 cm. Samica przystąpi do rozrodu szybciej, dojrzawszy dwa lata wcześniej od samca, mając od 170 do 200 cm długości.

## Rozmieszczenie geograficzne
Rodzaj obejmuje gatunki występujące w Pakistanie, Indiach, Nepalu i Bangladeszu. Zamieszkuje duże rzeki. Dawniejszymi czasy jego zasięg był szerszy, później ulegał redukcji wobec zmian wywołanych ludzką działalnością. Suzu indusowy zamieszkiwał niegdyś dolny Indus z jego większymi dopływami, jak Dźhelam, Ćanab, Rawi, Satledź i Beas. Tymczasem suzu gangesowy zasiedlał dorzecza rzek takich jak Ganges i Brahmaputra, a także Meghna czy Karnaphuli-Sanghu. Tak też opisywano zasięg suzu w pierwszych opisach, sporządzonych przez Andersona w 1879.
Później zasięg występowania suzu istotnie zmalał. Suzu opuścił górne rejony wspomnianych rzek. Wybudowane na nich tamy i zapory uniemożliwiły mu swobodne przemieszczanie się, dzieląc populację na kilka drobniejszych. Z 17 subpopulacji suzu indusowego 11 zostało już wytępionych, natomiast trzy liczą sobie po około 20 sztuk uwięzionych w odcinkach rzek między tamami. Tak małe populacje nie mogą się utrzymać i prawdopodobnie podzielą los wcześniej wymienionych. Suzu wpływa również do kanałów, z których jednak niekiedy nie może się wydostać i ginie.

## Ekologia
Siedliskiem suzu są wielkie rzeki południowej Azji. Zamieszkuje wody słodkie, ale też brachiczne, na morze raczej się jednak nie zapuszcza. W czasie obfitych deszczów, kiedy poziom wody jest wysoki, wpływa do górnych odcinków rzek, w suchych miesiącach zaś preferuje bardziej zasobne w wodę dolne odcinki. Przebywa w miejscach, gdzie duża objętość wody cechuje się głębokością przynajmniej metra. Nie stroni od sztucznych kanałów, ale nie zawsze może się z nich wydostać i niekiedy w nich ginie. Żyje w mulistej, brudnej wodzie, przez którą mało widać, dlatego też słabo posługuje się mało przydatnym w tych warunkach wzrokiem.
Suzu jest mięsożercą. Konsumuje ryby i krewetki, dokładny skład diety zależy od miejsca i pory roku. Wśród ryb zdobyczą suzu padają sumokształtne, karpiokształtne, śledziokształtne, okoniokształtne i szczelinokształtne. W dwóch zbadanych żołądkach suzu indusowego dominowały Glossogobius giuris oraz krewetki Macrobranchium resenbergii i Macrobranchium malcolmsonii. Inne badania podają Wallago attu, Sperata aor, Catla catla i Cirrhinus cirrhosus.
Delfiny stosują zwykle echolokację celem zdobycia pokarmu, tym bardziej suzu żyjący w mętnej, nieprzejrzystej wodzie. Właściwie niewidomy, zdolny do rozróżniania jedynie światła i ciemności swymi słabymi oczami, używa więc głównie echolokacji, którą lokalizuje ryby czy krewetki. Potrafi w ten sposób znaleźć zdobycz oddaloną od 20 m.
Sugerowano, że latem suzu zaprzestaje polować. Chudnie wtedy, czyniąc swą podskórną warstwę tłuszczu cieńszą. Jako że odgrywa ona funkcję izolacyjną, chroniąc walenie przed zimnem, istotnie latem gruba podskórna warstwa tłuszczu nie byłaby aż tak potrzebna, a nawet utrudniałaby oddawanie nadmiaru ciepła z organizmu. Ponadto latem nadchodzący monsun powoduje erozję dna rzek, zmniejszając dostępność zdobyczy. Później jednak przychodzi letni czas rozrodu ryb i zdobyczy jest pod dostatkiem. Suzu może więc znowu polować i uzupełnić swą izolacyjną warstwę tłuszczu przed nastaniem chłodniejszych miesięcy.

## Zagrożenia i ochrona
Suzu gangesowy zalicza się do najbardziej zagrożonych waleni. Populacja suzu gangesowego od 1957 zmniejszyła się o ponad połowę. Suzu indusowy graniczył swój zasięg występowania do jednej piątej. Do zagrożeń zalicza się modyfikacja środowiska przez człowieka, w tym budowanie tam i zapór, pomimo których albo na skutek których wody ciągle brakuje. Zapory takie stanowią bariery nieprzekraczalne dla suzu. W efekcie tworzą się niewielkie populacje, które często nie mają możliwości przetrwania. Z 17 subpopulacji suzu indusowego 11 zostało już wytępionych, natomiast trzy liczą sobie po około 20 sztuk uwięzionych w odcinkach rzek między tamami. Tak małe populacje nie mogą się utrzymać i prawdopodobnie podzielą los poprzednich 11. Największa jest populacja między barierami Guddu i Sukkur. W 2001 liczebność oceniano na 1300 osobników, w 2006 na między 1550 a 1750 zwierząt. Pomimo mniejszej ilości dostępnych informacji to samo dotyczy gatunku gangeskiego, wytępiono już w ten sposób populacje między zaporami Haridwar i środkową Gangesu, niższą Gangesu i Kanpur, rzek Shone, Sharda, górnej Mahakali i powyżej zapory Sapta Koshi. Suzu wpływa również do kanałów, z których jednak niekiedy nie może się wydostać i ginie. Ponadto niewielkie populacje istotnie zagrożone są chowem wsobnym.
Suzu istotnie zależy od warunków środowiskowych, w tym od cech rzeki, w której żyje, od głębokości wody, aczkolwiek duży wpływ wywiera tutaj także pora roku.
Zagraża mu też zanieczyszczenie rzek. Toksyny ulegają akumulacji w rybach i potem w suzu. W jego tłuszczu wykryto polichlorowane bifenyle, heksachlorocycloheksany, chlordany, heksachlorobenzen, DDT. Z PCB przeważał 2,2′,3,4,4′,5′-heksachlorobifenyl. Wydaje się, że wysokie stężenia rzeczonych związków wynikać mogą ze słabszego metabolizmu i mniej sprawnych izoenzymów cytochromu P-450 niż u innych ssaków morskich. W efekcie dochodzi do chorób skóry, układu odpornościowego i problemów z rozrodczością.
Suzu niekiedy pojawia się blisko promów, aczkolwiek nie wykazuje nimi istotnego zainteresowania. Natomiast łowi on ryby w obfitych w ryby miejscach, które eksploatują także miejscowi rybacy. Ich działania również mogą zagrażać suzu. Niegdyś same suzu stanowiły obiekt polowań. Spożywano je i wykorzystywano w miejscowej medycynie. W Indiach i Pakistanie robi się z nich mazidło. Obecnie w Pakistanie polowań zaprzestano ze względów religijnych, ciągle jednak używa się ich w charakterze przynęty do łowienia sumokształtnych.
Zagęszczenie wynosi zazwyczaj od ćwierć do dwóch suzu na km rzeki, aczkolwiek zdarza się i ponad 10 między induskimi zaporami Guddu i Sukkur. W Vikramshila Gangetic Dolphin Wildlife Sanctuary w stanie Bihar gęstość wynosi 4 osobniki na km.